# ブローロ (メッシーナ県)
ブローロ（イタリア語: Brolo）は、イタリア共和国シチリア州メッシーナ県にある、人口約5,800人の基礎自治体（コムーネ）。

## 地理

### 位置・広がり
メッシーナ県のコムーネ。県都メッシーナから西へ64kmの距離にある。

#### 隣接コムーネ
隣接するコムーネは以下の通り。
- フィカッラ
- ナーゾ
- ピラーイノ
- サンタンジェロ・ディ・ブローロ

## 行政

### 分離集落
以下の分離集落（フラツィオーネ）がある。
- Casette, Filanda, Fosso Gelso, Iannello, Lacco, Lago, Malpertuso, Matini-Casette, Parrazzà, Piana, Sant'Anna, Sellica